# Pheidole retronitens
Pheidole retronitens är en myrart som beskrevs av Santschi 1930. Pheidole retronitens ingår i släktet Pheidole och familjen myror. Inga underarter finns listade i Catalogue of Life.